# 특이점 (대수기하학)

평면 대수 곡선 은 원점에 특이점을 갖는다.

대수기하학에서 특이점(特異點, 영어: singular point)은 대수다양체를 정의하는 다항식들의 야코비 행렬의 계수가 다른 곳보다 더 작은 점이다.

## 정의
스킴 {\displaystyle (X,{\mathcal {O}}_{X})}가 다음 조건을 만족시킨다면, 정칙 스킴(영어: regular scheme)이라고 한다.
- 임의의 (닫힌 점이 아닐 수 있는) 점 {\displaystyle x\in X}에 대하여, 줄기 국소환 {\displaystyle {\mathcal {O}}_{X,x}}가 정칙 국소환이다.

마찬가지로, 스킴 {\displaystyle X}의 특이점은 {\displaystyle {\mathcal {O}}_{X,x}}가 정칙 국소환이 아니게 되는 점 {\displaystyle x\in X}이다.
대수적으로 닫힌 체 {\displaystyle K} 위의 대수다양체 {\displaystyle X\to \operatorname {Spec} K}에 대하여, 만약 {\displaystyle X}가 정칙 스킴이라면, {\displaystyle X}를 비특이 대수다양체(영어: nonsingular variety)라고 한다.:32

## 성질
아핀 대수다양체 {\displaystyle X=\operatorname {Spec} K[x_{1},\dots ,x_{n}]/{\mathfrak {a}}} 및 점 {\displaystyle x\in X}에 대하여, 다음 두 조건이 서로 동치이다.
- {\displaystyle x}는 {\displaystyle X}의 특이점이 아니다.
- {\displaystyle {\mathfrak {a}}}가 {\displaystyle (f_{1},\dots ,f_{k})}으로 생성된다면, {\displaystyle k\times n} 행렬 {\displaystyle (\partial f_{i}/\partial x_{j})(x)}의 계수는 {\displaystyle n-\dim X}이다.[1]:31

다음과 같은 포함 관계가 성립한다.
축소 스킴 ⊋ 정규 스킴 ⊋ 정칙 스킴 ⊋ 체 위의 매끄러운 스킴
즉, 모든 정칙 스킴은 정규 스킴이며, 임의의 체 {\displaystyle K}에 대하여 모든 매끄러운 {\displaystyle K}-스킴은 정칙 스킴이다. 특히, 완전체 {\displaystyle K} 위의 {\displaystyle K}-스킴 {\displaystyle X}에 대하여, 다음 두 조건이 서로 동치이다.
- {\displaystyle X\to \operatorname {Spec} K}는 매끄러운 사상이다.
- 정칙 스킴이며, {\displaystyle X\to \operatorname {Spec} K}는 국소 유한형 사상이다.

## 예
임의의 대수적으로 닫힌 체 {\displaystyle K} 및 자연수 {\displaystyle n\in \mathbb {N} }에 대하여, 아핀 공간 {\displaystyle \mathbb {A} _{K}^{n}=\operatorname {Spec} K[x_{1},\dotsc ,x_{n}]} 및 사영 공간 {\displaystyle \mathbb {P} _{K}^{n}=\operatorname {Proj} K[x_{1},\dotsc ,x_{n}]}은 각각 비특이 {\displaystyle K}-대수다양체를 이룬다.
표수가 0인 대수적으로 닫힌 체에서의 복소 평면 대수 곡선
{\displaystyle \{(x,y)\colon y^{2}-x^{2}(x+1)=0\}\subset \mathbb {A} ^{2}}
을 생각하자. 이 경우, 1×2 야코비 행렬은
{\displaystyle (-(3x+2)x,2y)}
이며, 그 계수는 {\displaystyle (x,y)\in \{(0,0),(-2/3,0)\}}이면 0, 아니면 1이다. 이 두 점 가운데 {\displaystyle (0,0)}은 곡선 위에 있으므로, 이는 대수 곡선의 특이점이다.

## 같이 보기
- 매끄러운 스킴